# Dallara GP3/10
La Dallara GP3/10 è una vettura sportiva, monoposto, a ruote scoperte. È l'unica monoposto ammessa, dal 2010, e fino al 2012, nel campionato della GP3 Series. Rappresenta la prima generazione di vetture, pensata dal costruttore italiano, per questo campionato

## Storia

### Presentazione
La vettura è stata testata il 18 novembre 2009, da Mark Webber sul Circuito Paul Ricard. La vettura verrà utilizzata, per tre stagioni, fino al termine della stagione 2012.

## La vettura

### Caratteristiche tecniche
La vettura è spinta da un motore Renault turbo, da 2.000 cm³.